# Manuel de Castro jr.
Manuel Leuterio de Castro jr. (Pola, 6 juli 1949) beter bekend als Noli de Castro is een Filipijns politicus en de voormalig vicepresident van de Filipijnen. De Castro werd bij de verkiezingen van 2001 gekozen in de Filipijns Senaat. Drie jaar later werd De Castro gekozen als vicepresident van de Filipijnen als tweede man achter president Gloria Macapagal-Arroyo.
Hoewel De Castro in alle vroege peilingen naar voren kwam als een grote kanshebber op het winnen van de presidentsverkiezingen van 2010, heeft hij zich uiteindelijk niet kandidaat gesteld.

## Biografie

### Vroege levensloop en carrière
Noli de Castro werd geboren als Manuel de Castro jr. in de gemeente Pola in de provincie Oriental Mindoro. Hij studeerde Handel en behaalde in 1971 zijn Bachelor-diploma aan de University of the East en in 1974 zijn master-diploma aan de Polytechnic University of the Philippines.
Na zijn studie ging hij aan het werk als verslaggever voor radiostation dzWW van RPN, waar hij werkte als verslaggever voor de populaire radiopresentator Johny de Leon. Later werkte hij van 1982 tot 1986 als radiopresentator voor de zender DWWW van RPN. Na de val van Ferdinand Marcos door de EDSA-revolutie, ging De Castro werken voor ABS-CBN, waar hij de kans kreeg om ook voor de televisie te gaan werken als een van de presentatoren van het ochtendprogramma ‘Good Morning, Philippines‘. Ook presenteerde hij het radioprogramma ‘Kabayan’ op ABS-CBN’s radiozender dzMM. De presentatie van dit populaire programma leverde hem zijn bijnaam "Kabayan Noli" op. In 1987 werd De Castro aangesteld als presentator van ‘Magandang Gabi Bayan’ en het populaire actualiteitenprogramma ‘TV-Patrol’. In januari 1999 werd de Castro benoemd tot chef-productie van TV-Patrol en vicepresident van de radiozender dzMM. Deze functies zou hij naast zijn werk als presentor blijven doen tot hij in februari 2001 stopte bij ABS-CBN om zich te gaan richten op een politieke carrière.

## Senator
Bij de verkiezingen van 2001 stelde De Castro zich kandidaat voor een zetel in de Filipijnse Senaat. Hoewel hij samen met de oppositiekandidaten campagne voerde deed hij aan mee als onafhankelijk kandidaat. De populaire presentator behaalde bij de verkiezingen meer dan 16 miljoen stemmen en veroverde zodoende als kandidaat met de meeste stemmen een zetel in de Senaat.
In de Senaat diende hij in totaal 252 wetten in. Van 140 wetsvoorstellen was hij de voornaamste auteur. Enkele van die wetsvoorstellen waren de ‘’Alternative Dispute Resolution’’ (uit 2000), waarmee een alternatieve snelle oplossing van conflicten wordt geregeld, speciaal bedoeld voor arme mensen die zich een langdurige rechtgang niet kunnen veroorloven; de Expanded Senior Citizens Act (uit 2002), die gepensioneerden meer inkomen en andere voordelen biedt en de ‘’Balikbayan Law’’ (2002) die in het buitenland werkende Filipino’s (OFW’s) en hun familie extra voordelen geeft.

## Vicepresident
Bij de verkiezingen van 2004 deed De Castro als onafhankelijk kandidaat mee aan de verkiezingen voor vicepresident. Hij won met een kleine marge van senator Loren Legarda, die daarop protest aantekende. Het protest van Legarda werd echter verworpen door het Filipijns hooggerechtshof. De Castro heeft naast de gebruikelijke taken en verantwoordelijkheden van de Filipijns vicepresident binnen de Filipijnse regering diverse functies toebedeeld gekregen. Zo is hij Presidentieel adviseur voor Overzees werkende Filipino’s (OFW’s), voorzitter van de Housing and Urban Development Coordinating Council en Hoofd van het National Price Coordinating Council.